# Alraune. Die Geschichte eines lebenden Wesens

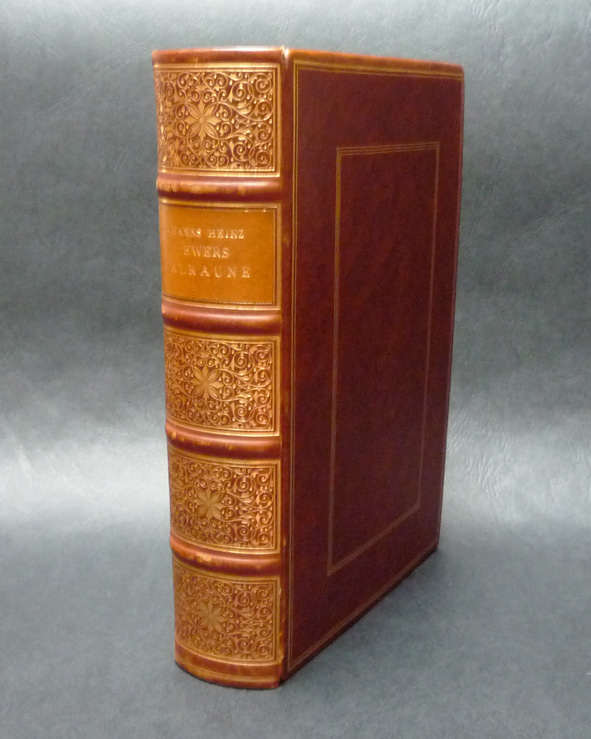
Vorzugsausgabe der Originalausgabe von 1911 (Georg Müller, München), 1 von 50 nummerierten Exemplaren in Ganzleder

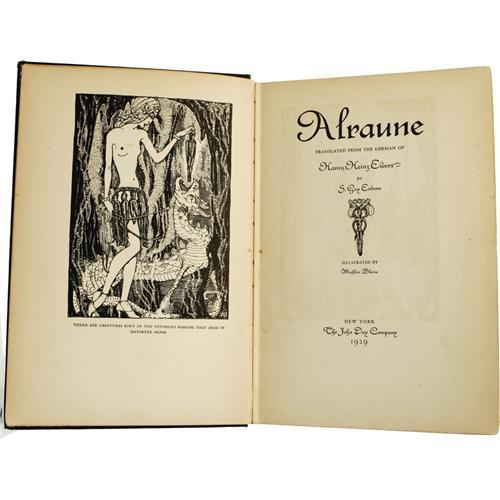
Buchillustration und Titelseite einer Ausgabe aus dem Jahr 1929

Alraune. Die Geschichte eines lebenden Wesens ist ein phantastischer Roman von Hanns Heinz Ewers, der im Jahr 1911 veröffentlicht wurde.
Der Roman beginnt mit der Beschreibung einer Befruchtung ohne Geschlechtsverkehr, bei der das Mädchen Alraune erzeugt wird. Die Mutter ist eine Prostituierte. Das Ejakulat stammt von einem Lustmörder und wurde diesem zum Zeitpunkt seiner Hinrichtung durch die Guillotine entnommen. Dies entspricht einem Aberglauben, der um die Alraunenpflanze rankt. Das Mädchen Alraune selbst wird als promiskuitiv veranlagt beschrieben und verursacht den Suizid des Professors ten Brinken. Er war der Leiter jener künstlichen Befruchtung, die zu ihrer Erzeugung führte. Dann wird sie die Geliebte seines Neffen Frank Braun, verfällt dem Vampirismus und stürzt sich in den Tod.
Gustav Klimt verwendete in seinem Bild Ria Munk III eine Alraune, um visuell den Bezug zwischen der dargestellten Maria Munk, die sich am 28. Dezember 1911 „wegen H. H. Ewers“ umgebracht hatte, herzustellen. Auch ihre Mutter dürfte den Zusammenhang zwischen dem Buch und dem Tod hergestellt haben.
Die Geschichte Alraune, die deutlich voyeuristisch-reißerische Elemente der Zeit bediente, fand so schon nach kurzer Zeit in großen Auflagen Verbreitung (238.000 Exemplare bis 1922) und wurde unter dem gleichnamigen Titel Alraune mehrfach verfilmt.
2014 wurde Alraune als gleichnamiges Hörspiel mit Sabine Bohlmann in der Hauptrolle als Folge 87 der Reihe Gruselkabinett veröffentlicht.

## Verfilmungen
- Alraune, Regie: Michael Curtiz, 1918
- Alraune, die Henkerstochter, genannt die rote Hanne., Regie: Eugen Illés, 1918
- Alraune und der Golem, Regie: Nils Chrisander, 1919
- Alraune, Regie: Henrik Galeen, Deutschland 1928
- Alraune, Regie: Richard Oswald, 1930
- Alraune, Regie: Arthur Maria Rabenalt, 1952